# Émile Meslé
Émile Meslé, né à Granville le 31 octobre 1919 et mort dans cette même ville le 2 octobre 1994 est un ethnologue, historien, anthropologue, érudit et humaniste français, directeur de l'Institut Français d'Afrique Noire (IFAN) de Douala et Conservateur honoraire des musées de la ville de Bourges.

## Biographie
Émile Meslé a longtemps travaillé dans des musées étrangers, dans l'Ouest Africain d'abord, au Cameroun, où Théodore Monod lui confia, pendant plus de sept ans, la direction de l'IFAN de Douala, puis au Maroc, où il rénova les Musées de Fès, Meknès, Tanger et Tétouan.
On lui doit la complète recréation des trois Musées de Bar-le-Duc en Lorraine, ainsi que la remise en état du musée consacré, à Varennes, à la fuite de Louis XVI.
Conservateur de l'ensemble des musées de la ville de Bourges, le musée du Berry, le Palais Jacques-Cœur, l'Hôtel Lallemant, ainsi que de l'Abbaye de Noirlac. Il crée deux musées, celui de l'Ecole, rue Thaumassière et plus tard, à la demande de Jacques Rimbault - Maire de Bourges -  en 1987 - le Musée consacré au peintre Maurice Estève, à l'Hôtel des Échevins.
Ethnologue, anthropologue, érudit et humaniste, il rencontrera : Germaine Tillion, Christiane Desroches-Noblecourt, Théodore Monod, André Malraux, Léopold Sédar Senghor, Claude Lévi-Strauss, Pierre Verger, René Gouellain , Jean-François Deniau, Michel Leiris, Albert Schweitzer, Marion Mill Preminger, Michel Leiris, Claire Chevrillon, Jacqueline de Romilly , Georges Henri Rivière , Ahmed Sefrioui , Abdelkrim Raïs , Jean-François Deniau , Louis-Amédée Lefèvre , Jean Rouch , Jean Gabus ... avec qui il entretiendra des liens professionnels et amicaux pendant de nombreuses années.
On lui doit plusieurs écrits sur l'Afrique dont : 1956, Les musées de l’IFAN au Cameroun. Études camerounaises 52. Douala, Institut Français d’Afrique Noire.et sur les différents musées dont il s'est occupé, ainsi qu'une Histoire de Bourges.
Émile Meslé est le père de deux enfants, Nadia & Christian. 

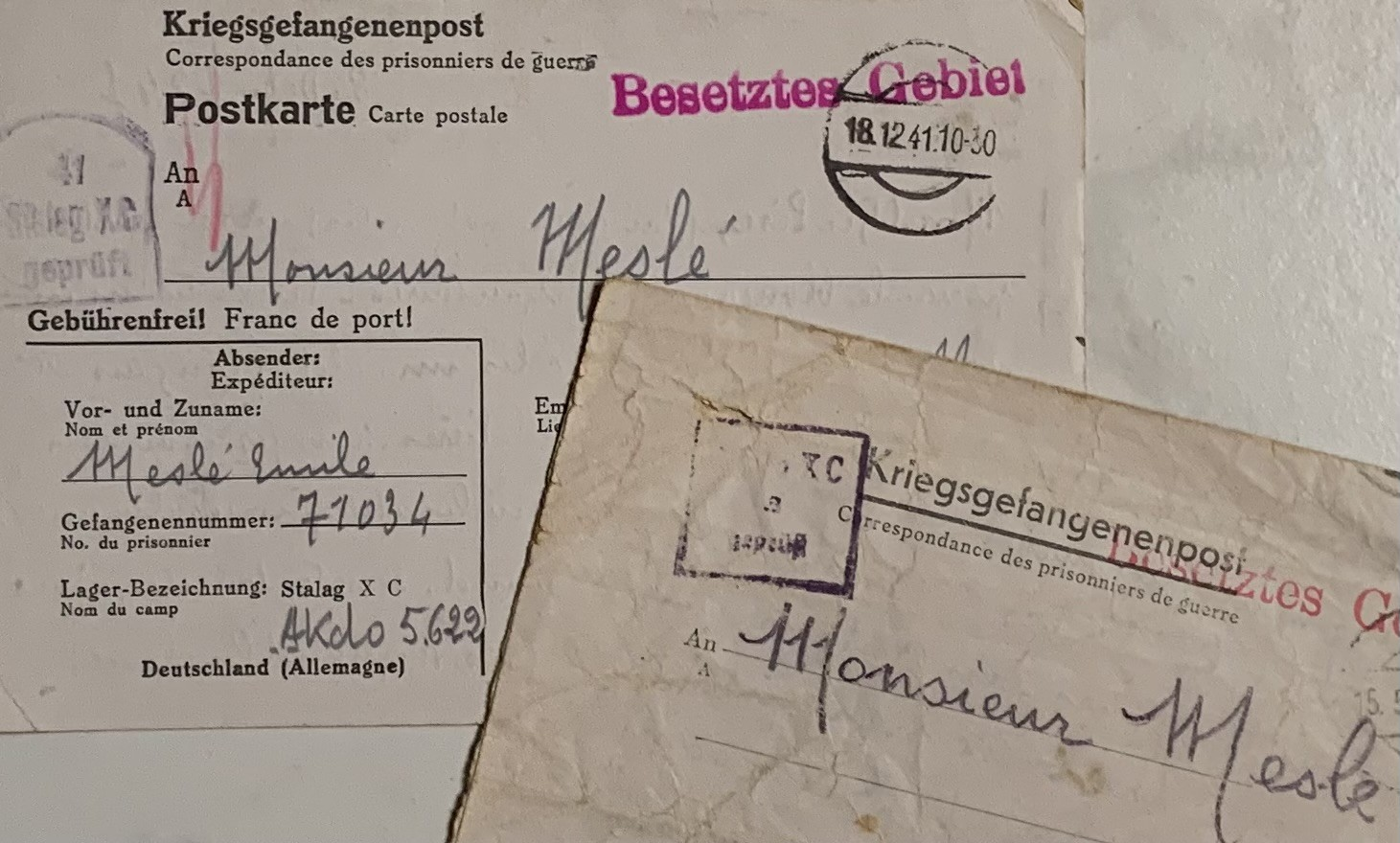
Correspondances de Guerre - E. Meslé - STALAG XC

### La Seconde Guerre mondiale
En 1939, Émile Meslé suit les cours de préparation militaire à Caen et Rouen. En mars 1940, il réussit son examen de première année. Affecté au dépôt du Génie à Angers, il est ensuite incorporé à l'armée le 16 juin 1940.
Le 22 juin 1940, il est fait prisonnier par les Allemands et enfermé à Cerqueux de Maulévrier (Maine-et-Loire), au camp d'Auvours près du Mans. Léo Malet, lui aussi capturé par les Allemands, y séjourne alors également. Il est transféré en Allemagne le 1er septembre 1940, au Stalag X-B, entre Brême et Hambourg, à Sandbostel, dans la région dite des « Marais du diable », où Léo Malet est aussi retenu prisonnier. Puis il est envoyé au Stalag XC, au camp de Nienburg/Weser, au sud de Brême.
Les prisonniers soviétiques arrivent dans ce camp après l'invasion de l'U.R.S.S. le 22 juin 1941. Ils souffrent du profond mépris que leur témoignent les Nazis, et aussi de la faim et du typhus. Il est assez difficile pour les prisonniers de guerre français de les côtoyer, mais Émile Meslé eut la chance de pouvoir les approcher et les fréquenter, ce qui lui offrit l'occasion d'apprendre le russe et l'alphabet cyrillique.
Aux Archives Nationales, on peut trouver les journaux des camps, les comptes rendus d'affaires judiciaires dans les camps, et pour le Stalag XB, les rapports de l'homme de confiance. Émile Meslé est libéré le 6 avril 1945 par l'arrivée des Alliés. Rapatrié, il arrive à Nancy, le 26 avril 1945.
Il sera resté en captivité du 22 juin 1940 au 6 avril 1945.
De 1945 à 1947, il suit les cours de la Faculté de Droit à Paris, où il obtient une licence en droit et un diplôme de criminologie.

### L'Afrique (1948-1964)
De mai 1948 au 23 novembre 1950, il est nommé Commissaire de police au Cameroun, à la Direction de la Sûreté Générale. Chef de l'Identité Judiciaire, il crée et organise ce service.

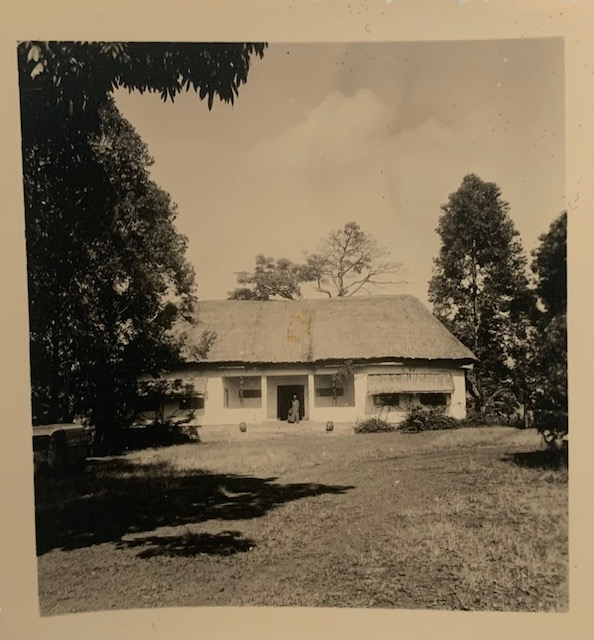
bâtiment du musée de Foumban 1953

Janvier 1951, il rencontre le professeur Théodore Monod, Directeur de L'IFAN; Institut Français d'Afrique Noire, à Dakar.
Du 11 janvier 1952 au 11 juillet 1957, il est nommé Directeur du centre I.F.A.N de Douala.
En 1953, il effectue plusieurs missions en Côte d'Ivoire, Guinée, au Dahomey. Il participe à la 5e conférence des Africanistes de l'Ouest à Abidjan : Voyage d'étude au pied des Monts Nimba, frontière de Côte d'Ivoire, [[Libéria]] et Guinée française - Les masques Kono.
Emile Meslé, installe les musées de Maroua, Douala, et Fort-Foureau. Il rénove les musées de Foumban et Bafoussam. Il y organise des expositions temporaires. Conjointement, il gère une bibliothèque scientifique, collabore avec le Service de l'Education de Base. Il publie une chronique bibliographique dans les "Etudes Camerounaises"; Intervient sur Radio Douala, à "l'Heure de la Culture".

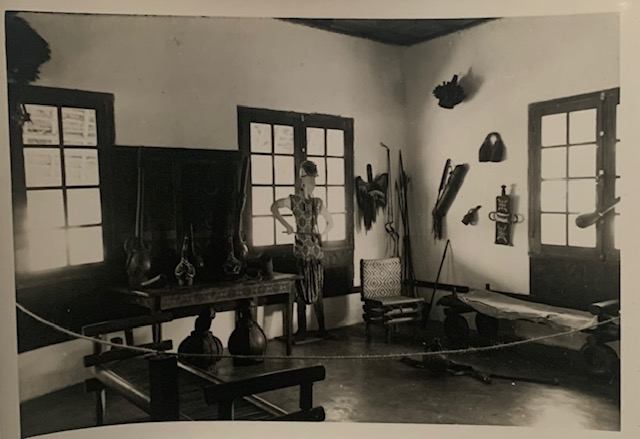
Salle Bamum - Musée de Foumban

De avril à juillet 1953, Emile Meslé achève l'installation du Musée du Cameroun à Douala. "Plus de huit salles ont été entièrement aménagées : Salles Nord-Cameroun (Musulmans et animistes), salle Bamiléké, salle Bamum, salle de l'iconographie Bamum, salle de la côte, salles Est et Sud Cameroun, salle magie et initiation:
"un travail de longue haleine et réalisé d'une manière parfaite par M. Meslé, directeur du Centre"
- Chronique de l'IFAN, in Bulletin de l'IFAN, tome 15, N°3.
Publication : "Douala 53", numéro spécial de l'Encyclopédie mensuelle d'Outre-Mer. Article de Emile Meslé : "Douala Pittoresque", cité dans le fascicule 59 de juillet 1955, page 223.
1954, il crée le musée d'art autochtone à Douala. Les objets y sont classés selon le groupe ethnique. Voir compte-rendu dans " Musées et Collections Publiques", janvier-mars 1955, dans ICOM News de décembre 1954 et dans le Bulletin de l'IFAN, avril-juillet 1953.
Février-mars 1955 - Assisté de Nijikam-Martin, aide-muséographe, il réorganise le musée de Foumban, musée d'ethnographie et musée d'art. Le succès rencontré incite Emile Meslé à créer un musée à Maroua:  
"... - On a procédé au regroupement de collections anciennes et nouvelles - .Les résultats ont été excellents et ont répondu au but que s'était fixé l'I.F.A.N. : Faire à la fois un Musée d'Ethnographie et un Musée d'Art. Tel qu'il est maintenant, le musée remporte, par sa présentation animée de la vie quotidienne et de la culture Bamum, un grand succès auprès des visiteurs européens et africains. Ces résultats ont incité M. Meslé à envisager la création d'un nouveau musée à Maroua. Ainsi les traditions ancestrales des différentes régions du Cameroun qui auraient risqué de se perdre demeureront vivaces grâce aux efforts intelligents des membres de l'I.F.A.N."
Compte-rendu dans " Musées et Collections Publiques", Octobre-décembre 1955, p. 243-244.

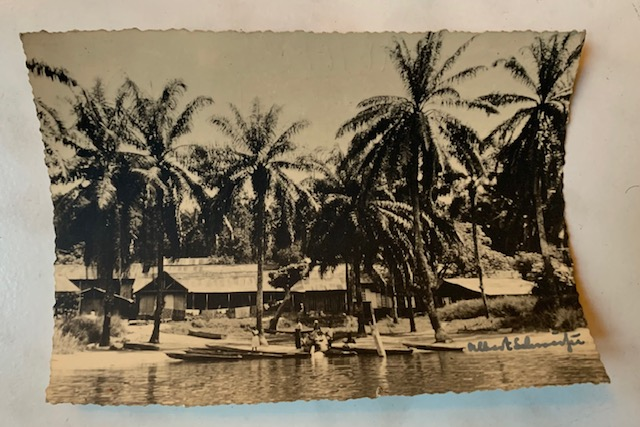
Dr Schweitzer pour E. Meslé

1955, Emile Meslé rencontre le Docteur Albert Schweitzer.
Le 1er  septembre 1956, l'Inspecteur de l'enseignement du premier degré à Douala informe E. Meslé que la série de causeries à  Radio Douala a obtenu un vif succès auprès des auditeurs: "Vous nous rendriez service en présentant cette année une suite à votre programme d'initiation musicale...et en montrant les interférences des musiques africaine, afro-américaine et européenne modernes." 
Mars 1956, projet de Musée à Bafoussam. Création du musée de Fort-Foureau. "Les projets de Constitution des Musées du Cameroun, ainsi que la nomination du Directeur du Centre IFAN comme conservateur ont été définitivement rejetées le 22 août 1955... Les musées vivront sur le budget de l'IFAN Cameroun". Lettre de E. Meslé dans " Musées et Collections Publiques", janvier -mars 1956, p. 47.
1956, Douala - Exposition temporaire : " Le Cameroun, le pays et les hommes". Le sous-sol, le sol, la flore, la faune, les problèmes humains. Cette même année, Emile Meslé est nommé Chevalier de l'ordre national du Mérite Camerounais.
1957, annuaire des membres de l'AGCCPF Association nationale des conservateurs et des professionnels des musées et des patrimoines publiques de France, Directeur du Centre IFAN  au Cameroun, il dirige les musées de Douala, Maroua, Foumban, Fort-Foureau, Bafoussam.
1956, Emile Meslé est nommé chevalier du Mérite camerounais.

### Le Maroc (1957-1964)
De 1957 à 1964, Emile Meslé est Conservateur du musée du Batha, à Fès où il succède à Marcel Vicaire. Conseiller technique, il est responsable des musées de Tétouan, Tanger et Meknès, qu'il installe. Il crée le musée d'Armes du Borj Nord, (15 salles), à Fès. Il rénove le musée de Tanger (12 salles). Il organise de nombreuses expositions ainsi que des conférences au Musée Batha et au Centre Culturel Français que dirige Melle Chevrillon, illustrées par des photos et des enregistrements.
Il récrée et administre le Conservatoire de Musique de Fès (de 1957 à 1959), y organise de nombreuses activités pédagogiques et collabore étroitement avec les services culturels de l'Ambassade de France.
Communication du Service des Arts et du Folklore à Rabat - 1/200 du 1.3.1958.
De 1958 à 1962, nouvelle présentation dans toutes les salles du Musée du Batha à Fès. 1961: Musée de la Kashba - Kasbah Museum - à Tanger, présentation nouvelle de douze section. 4e trimestre 1961 et 1er trimestre 1962, installation de cinq salles et création de huit sections au musée de Tétouan. 2e et 3e trimestre 1962, installation de cinq nouvelles salles au Musée Dar Jamaï à Meknès.

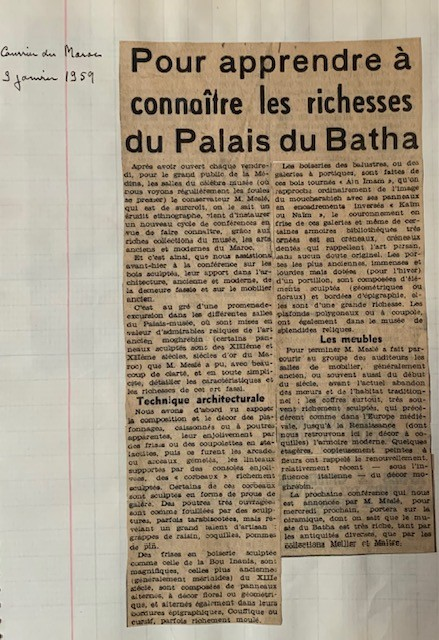
Article - Courrier du Maroc 1959 Conférences E. Meslé

En 1962, E. Meslé a déjà donné quarante-quatre conférences sur l'histoire de l'art et une tournée de conférences est prévue à l'Alliance Française.
De 1963 à 1964, Installation du Musée d'Armes au Borj Nord à Fès. Création du Musée d'armes anciennes, en réunissant les armes déjà en collection, et celles du Palais royal du Maroc Dar el-Makhzen, offertes par Sa Majesté Hassan II.
1964, André Malraux, Ministre chargé des Affaires culturelles de 1959 à 1969, visite le Borj Nord, en présence d'Emile Meslé et de Moulay Ahmed Alaoui, ministre du Tourisme, de l'Artisanat et des Beaux-arts, du Maroc.

### La France (1964-1987)
Le 17 décembre 1964, il devient conservateur des musées de la Meuse, Bar-le-Duc, Varennes-en-Argonne, dont on lui doit l'entière reconstitution du musée - inauguration le 3 juillet 1973, et de Verdun. Reconstitution du Musée Barrois et du Musée de la Géographie (Entreposés depuis 30 ans à l'Hôtel de Ville) - Inaugurés le 29 novembre 1974. Création d'un nouveau Musée des Sciences Naturelles. Emile Meslé effectue diverses missions dans les onze Musées du département. Il organise de nombreuses expositions itinérantes ou fixes. 
Il assure, de janvier à novembre 1965, l'intérim des fonctions de bibliothécaire, à la bibliothèque centrale. il succède à François Pomarède. Il mène des actions intenses en faveur des élèves isolés ou en groupes. 
1965, Emile Meslé participe à la 7e conférence de l'ICOM à New-York. Septembre 1965, Il devient membre de l'Association des Conservateurs - Parrainé par Marguerite Olagnier-Riottot et Georges-Henri Rivière. 

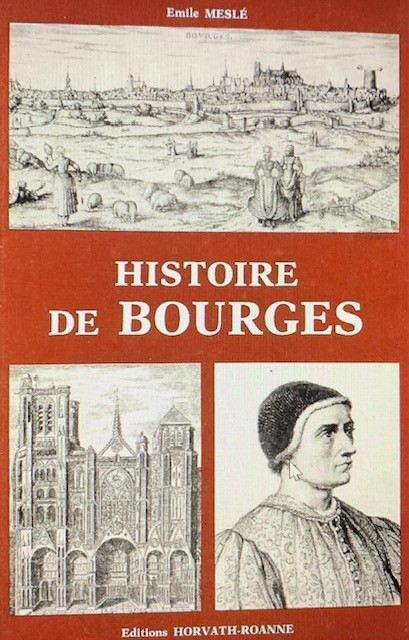
Livre : Histoire de Bourges par E. Meslé

En 1968, il est nommé Chevalier des Arts et des Lettres puis en 1970, Chevalier de l'ordre national du Mérite et en 1973 Chevalier dans l'ordre des Palmes Académiques

### Bourges (1976-1987)
Conservateur des Musées de Bourges- Conservateur de l'Abbaye de Noirlac (il succède à Jean Favière) dès 1976, il est délégué aux 7e, 8e, 9e et 10e conférences générales du Conseil international des Musées (ICOM). Membre de la Commission supérieure des collections publiques d'Histoire naturelle, il publie en 1983 son Histoire de Bourges aux Éditions Horvath, ouvrage réédité en 1987. Le 27 mai 1983, il présente le livre dans les salons de l'Hôtel de Ville de Bourges, en présence de Jacques Rimbault, député-maire de la ville.
Emile Meslé prend sa retraite en 1987 et devient conservateur honoraire des musées de la ville de Bourges.

## Publications
- Histoire de Bourges, Édition Horvath, 1988 - Auteur
- L'Abbaye de Noirlac - Édition : Paris : Caisse nationale des monuments historiques et des sites , 1979 - Autre auteur du texte : Jean-Marie Jenn (1942-2014)[4]
- La Puissance de feu - exposition au Musée du Berry, du 18 novembre 1986 au 15 janvier 1987 - Édition : Bourges : Musée du Berry , 1986 - Rédacteur
- Maîtres et ouvriers du Moyen-âge - techniques et réalisations à Bourges, exposition au Musée du Berry, du 15 avril au 30 août 1987 - Édition : Bourges : Musées de Bourges , 1987 - Directeur de publication
- Ballons et aéroplanes - de 1783 à 1925, exposition, Musée du Berry... Bourges, du 30 mai au 30 juin 1985 - Édition : Bourges : Musée du Berry , 1985 - Contributeur
- L'ingénieur Artiste -Dessins anciens de l'Ecole Nationale des Ponts et Chaussées, exposition présentée dans le cadre du SIRITT - Édition :Tract & Siritt : Musée du Berry, 1984 - avant-propos
- Emile Meslé, « études camerounaises - n°52, Les Musées de l'I.F.A.N. au Cameroun. Livret-guide à l'usage des visiteurs des musées de Douala et de Foumban », sur Soumbala, Portail francophone du livre africain (consulté le 23 janvier 2024)

## Distinctions
- Chevalier de l'ordre national du Mérite
- Chevalier de l'ordre des Palmes académiques
- Chevalier de l'ordre des Arts et des Lettres
- Chevalier de l'ordre national du Mérite Cameroun